# Coburger Weg

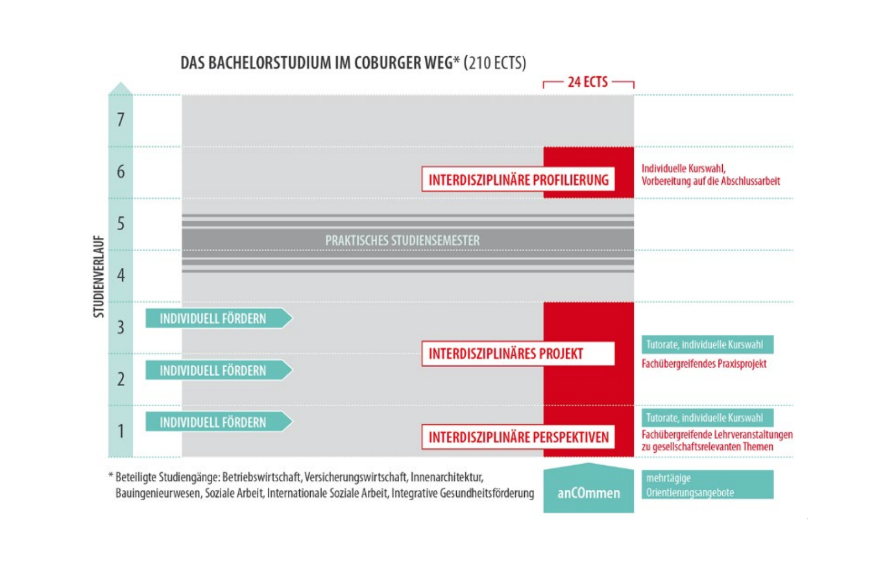
Coburger Weg ins Studium integriert

Der Coburger Weg war ein interdisziplinäres Projekt der Hochschule für angewandte Wissenschaften Coburg, welches seit dem Wintersemester 2012/2013 für Studierende verschiedener Studiengänge angeboten wurde. Es wurde vom Bundesministerium für Bildung und Forschung durch das Förderprogramm "Qualitätspakt Lehre" finanziert. 2019 wurde die Hochschule Coburg für das Projekt vom Stifterverband für die deutsche Wissenschaft mit dem Genius Loci-Preis für Lehrexzellenz ausgezeichnet.

## Geschichte
Das Projekt lief seit Oktober 2011. In der ersten Förderphase bis September 2016 wurde es mit insgesamt 7,3 Mio. Euro aus Mitteln des Qualitätspakts Lehre gefördert. Ab dem Wintersemester 2012/13 bot die Hochschule für angewandte Wissenschaften Coburg in zunächst sieben Bachelorstudiengängen vier interdisziplinär ausgerichtete Wahlpflichtmodudule an. Ursprünglich waren nur die drei Fakultäten Soziale Arbeit und Gesundheit, Wirtschaft und Design beteiligt. Die Fakultäten Angewandte Naturwissenschaften, Maschinenbau und Automobiltechnik, Elektrotechnik und Informatik beteiligten sich nicht. Die Projektförderung wurde in der zweiten Förderphase mit 8,9 Mio. Euro aus dem Qualitätspakt Lehre bis zum 31. Dezember 2020 verlängert. Zuletzt nahmen zehn Bachelorstudiengänge aus vier Fakultäten am Projekt teil.

## Inhalte

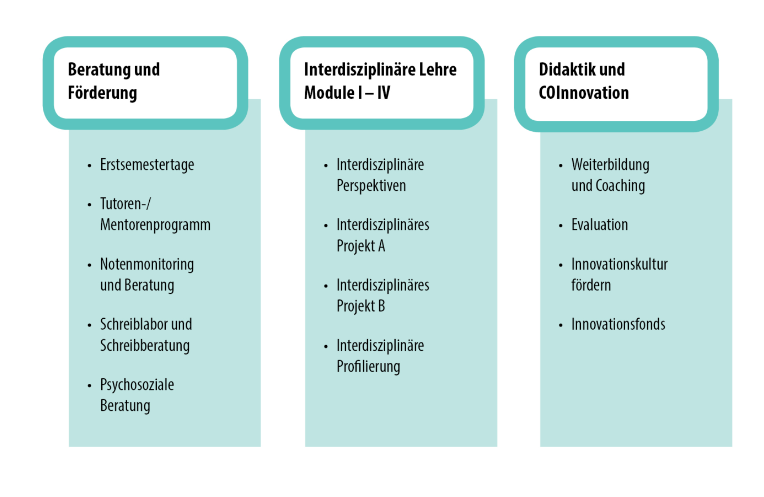
Formale Ziele des Coburger Weg

Im Jahre 2010/2011 entwickelten der ehemalige Präsident der Hochschule, Michael Pötzl, und der frühere Gesamtleiter des Coburger Weges, Eckardt Buchholz-Schuster, das Leitbild des Projektes. Den „Coburger Weg“ zeichnete aus, dass Interdisziplinarität „mehr als ein ‚Add-On‘“ ist.
Die Studierenden der zehn teilnehmenden Bachelorstudiengänge wurden im Verlauf des Studiums immer wieder mit dem Blick auf andere Fächer konfrontiert. Dazu wurden vier aufeinander aufbauende, interdisziplinäre Module in den Wahlpflichtbereich der zehn Studiengängen integriert. Es gab zwei Verfahren wie die Studierenden zu den einzelnen Modulen zugeteilt werden. Im ersten Verfahren handelte es sich um ein Losverfahren, in welchem die Studierenden eine Prioritäten Liste in einer bestimmten Zeit abgeben mussten. Am Ende dieser Frist wurden die Plätze digital verlost. Das zweite Wahlverfahren war das Windhundverfahren, dabei konnten sich die Studierenden ab einen bestimmten Zeitpunkt für ihre Wunschmodule eintragen. Wenn ein Modul voll war, wurde es nicht mehr angezeigt. Die Hochschule Coburg zeichnete sich durch diese Module insofern aus, dass das Projekt zum einen intern entwickelt wurde und zum anderen als Versuch der Verbesserung der Hochschullehre dienen soll.
Pro Semester wurden dabei interdisziplinäre Seminare und Einzelprojekte für etwa 1.200 Studierende durchgeführt.
Die beteiligten Studiengänge waren:
- Fakultät Angewandte Naturwissenschaften
  - Bioanalytik
  - Technische Physik

- Fakultät Design
  - Architektur
  - Bauingenieurwesen
  - Innenarchitektur

- Fakultät Soziale Arbeit und Gesundheit
  - Integrative Gesundheitsförderung
  - Soziale Arbeit

- Fakultät Wirtschaftswissenschaften
  - Betriebswirtschaft
  - Industriewirtschaft
  - Versicherungswirtschaft

Das Projekt unterteilte sich in vier Programmsäulen, deren Inhalte feste Bestandteile der Stundenpläne waren:
- Säule COnzept: Interdisziplinäres Studieren wurde in insgesamt vier Modulen im Lehrplan der am Projekt beteiligten Studiengänge verankert (24 ECTS. Einen Schwerpunkt bildeten Praxisprojekte mit Partnern aus Wirtschaft, Technik und Soziales sowie der Einsatz neuer Lehr-/ Lernformate).
- Säule COQualifikation: Individuelle Förderung wurde mithilfe von Erstsemesterveranstaltungen („anCOmmen“), Erstsemester- und Fachtutoraten, Notenmonitoring, Beratungsangeboten, und dem Schreiblabor umgesetzt.
- Säule COInnovation: Pro Semester wurden 35.000 Euro Fördermittel für innovative Lehr-, Lern- und Prüfungsformate bereitgestellt. Studierende und Lehrende aller Bachelor- und Masterstudiengänge konnten sich mit ihren kreativen Projektideen bewerben
- Team Didaktik & Evaluation: Die verschiedenen Angebote des Projekts wurden evaluiert und hochschuldidaktisch unterstützt. Zusätzlich wurde der Bereich durch das Institut für Erziehungswissenschaften der Universität Mainz. wissenschaftlich begleitet.[7]

## Ziele
Auf der Projekt-Homepage wurden folgende Ziele genannt:
- Interdisziplinäres Studieren in den Stundenplänen verankern. Der Schwerpunkt liegt auf interdisziplinärer Zusammenarbeit, gesellschaftlich verantwortlichem Handeln sowie Persönlichkeitsentwicklung im interdisziplinären Kontext
- Schlüsselkompetenzen vermitteln und fördern
- Vom ersten Tag an zielgerichtet betreuen und individuell fördern
- Persönlichkeitsentwicklung der Studierenden aktiv unterstützen
- Verantwortungs- und Handlungsbewusstsein stärken[8]

## Nachhaltigkeit
Beispiele für Nachhaltigkeit als Thema in Projektseminaren:
- "Jetzt zu mehr Nachhaltigkeit": Auseinandersetzung mit der Widersprüchlichkeit von Konsum und Nachhaltigkeit in Bezug auf Kleidungskonsum, Plastikmüll und Ernährungskultur (Umsetzung von verschiedenen Aktionen, z. B. Kleidertauschmarkt zur Nacht der Nachhaltigkeit): Das Projekt der Studiengänge Betriebswirtschaft, Integrative Gesundheitsförderung und Soziale Arbeit setzte sich mit den Problemlagen der modernen Wirtschaft und der Lebensweise als Konsument insbesondere unter Beleuchtung des Umweltschutzes auseinander. Hierbei wurde unter der Betrachtung von politischen, erziehungswissenschaftlichen und psychologischen Grundlagen ein Wissen über nachhaltiges Handeln erarbeitet.[9]
- "Lohnt sich sozialer Wohnungsbau?": Untersuchung der Kosten und Erlöse, sowie die individuellen und gesellschaftlichen Mehrwerte des sozialen Wohnungsbaus erfassen und bewerten. An dem Projekt waren die Studiengänge Soziale Arbeit und Betriebswirtschaft beteiligt.[10]

Beispiele für Nachhaltigkeit als didaktisches Prinzip:
- Virtuelles Labor zur Förderung von verschiedenen Technologien der Bioanalytik (Umsetzung von einem Lehrvideo, das einen interdisziplinären Zugang zur Technologie der Durchflusszytometrie ermöglicht)
- Der Innovationsfonds hat nachhaltige Projekte des Coburger Wegs gefördert (13 Projekte sind geeignet für die weitere Erprobung; 34 Projekte nutzen ein wiederverwendbares Produkt in der Lehre bzw. kreierten eine wiederverwendbare Technik; 29 Projekte mit Transferpotenzial, 14 Projekte mit curricularer Verankerung)[4]
- Die Projekte CREAPOLIS und EVELIN setzen das Thema „Interdisziplinarität“ im Geiste des Coburger Weges fort.[11][12]

## Daten
Die Gesamtfördersumme betrug 16,2 Mio. Euro.
Der Coburger Weg verfügte über 37 Mitarbeiter in den Bereichen: Projektleitung, Lehre, Beratungs- und Förderangebot, Didaktik und Evaluation, Innovationsfonds, Kommunikation und Projektverwaltung. Die Projektleitung des Einzelvorhabens war Birgit Enzmann. Die drei vom Coburger Weg geschaffenen Professuren waren besetzt mit Julius Heinicke, Elke Schwinger und Julia Prieß-Buchheit. In der Förderdauer des 1. Oktober 2011 bis zum 31. Dezember 2020 wurde das Projekt in zwei Förderzeiträumen mit 16,2 Mio. Euro unterstützt. Zehn Studiengänge und 1300 Studierende nahmen pro Semester an den Modulen teil.

## Auszeichnungen
2019 wurde die Hochschule Coburg für das Projekt "Der Coburger Weg" mit dem Genius Loci-Preis für Lehrexzellenz ausgezeichnet. Damit ist die Hochschule Coburg die erste in Bayern, die diesen Preis erhält. Die Jury begründete ihre Entscheidung damit, dass der Coburger Weg „einen tiefgreifenden shift from teaching to learning vollzieht“ und Studierende befähigt, in der Gesellschaft Verantwortung zu übernehmen, also ihre Persönlichkeit zu bilden und ihnen einen Blick über den Tellerrand zu verschaffen. Darüber hinaus lobte die Jury des Stifterverband für die deutsche Wissenschaft die ausgereifte Strategie mit ihrem ganzheitlichen Konzept.

## Ende des Projektes "Der Coburger Weg"
Das Projekt endete als Drittmittelprojekt am 31. Dezember 2020. Dazu wurde eine Abschlusspublikation, eine Bilanz des Projektes veröffentlicht.
Die Rahmenbedingungen, Herausforderungen und Herangehensweisen der einzelnen Maßnahmen werden in der Publikation hinterfragt und intensiv betrachtet. Unter dem Titel „Interdisziplinär Studieren – Individuell Fördern: Eine Bilanz des Qualitätspakt-Lehre-Projektes ‚Der Coburger Weg‘“ ist das E-Book kostenfrei erhältlich. Es soll sich an Hochschulen und Bildungseinrichtungen richten, die sich mit ähnlichen Themen befassen möchten und soll einen Beitrag zum fachlichen Austausch leisten.